# Amerila thermochroa
Amerila thermochroa là một loài bướm đêm thuộc phân họ Arctiinae, họ Erebidae.